# 韩范 (东晋十六国)
韩范（4世纪—410年），十六国时期南燕的中书令、尚书令。韓𧨳之兄。
韩范在后燕为中书侍郎。398年，慕容德在滑台称燕王，韩范献策占据一方为根本，以进图天下，为慕容德所采纳。南燕建立，任命韩范为中书侍郎，慕容德宴请文武，他对大臣们说：“朕可比自古以来何等君主？”青州刺史鞠仲回答：“陛下中兴国运，当然可比夏朝的少康、汉朝的光武帝。”慕容德示意左右，赏赐鞠仲一千匹绸缎。鞠仲因赏赐的太多，连忙辞谢。慕容德说：“你拿话来调笑我，朕就不能调笑你吗？你回答我的不是实话，所以，朕也用虚言来赏赐你。”韩范进言道：“天子无戏言，今日之论，君主与臣下都是不对的。”慕容德非常高兴，赏赐给韩范绢绸五十匹。东晋桓玄篡位，韩范请求趁机南征，慕容德没有同意。大臣慕容法反燕，慕容超派韩范与慕容凝率军征讨，慕容法失败。409年，东晋刘裕伐南燕，韩范投降刘裕。次年，东晋灭南燕，刘裕以韩范为都督八郡军事、燕郡太守。后来刘穆之以韩范、封融阴谋反叛为借口，把他们全杀了。